# Campeonato Paraguaio de Futebol de 1955
O Campeonato Paraguaio de Futebol de 1955 foi o quadragésimo quinto torneio desta competição. Participaram nove equipes. O Club River Plate e o Atlántida Sport Club foram rebaixados na edição anterior. Não houve ascenso, pois a Liga queria reduzir o número de clubes, após um acordo com os "siete grandes". A maior polémica foi quando estes clubes não queriam repartir a arrecadação com os clubes que não faziam parte deste "grupo".
| Equipe                    | Cidade      | Departamento     | No ano anterior | Estádio | Capacidade | Títulos                                | Participações |
| ------------------------- | ----------- | ---------------- | --------------- | ------- | ---------- | -------------------------------------- | ------------- |
| Club Cerro Porteño        | Assunção    | Distrito Capital | Campeão         | --      | --         | 11 (último em 1954)                    | 39            |
| Club Guaraní              | Assunção    | Distrito Capital | Oitavo Lugar    | --      | --         | 5 (1906,1907, 1921, 1923, 1949 )       | 44            |
| Club Nacional             | Assunção    | Distrito Capital | Sexto Lugar     | --      | --         | 6 (1909, 1911, 1924, 1926, 1942, 1946) | 45            |
| Club Olimpia              | Assunção    | Distrito Capital | Terceiro Lugar  | --      | --         | 14 (último em 1948)                    | 45            |
| Sol de América            | Assunção    | Distrito Capital | Quarto Lugar    | --      | --         | 0 (não possui)                         | 42            |
| Club Libertad             | Assunção    | Distrito Capital | Vice Campeão    | --      | --         | 5 (1910, 1920, 1930,1943, 1945 )       | 41            |
| Club Presidente Hayes     | Assunção    | Distrito Capital | Quinto Lugar    | --      | --         | 1 (1952)                               | 32            |
| Club Sportivo Luqueño     | Luque       | Central          | Sexto Lugar     | --      | --         | 2 (1951,1953)                          | 27            |
| Club Sportivo San Lorenzo | San Lorenzo | Central          | Nono Lugar      | --      | --         | 0 (não possui)                         | 5             |

## Premiação
| Campeonato Paraguaio 1955 Primeira Divisão |
| Assunção                                   |
| ------------------------------------------ |
| Club Libertad Campeão (6º título)          |